# 멜로초 다 포를리
멜로초 다 포를리(이탈리아어: Melozzo da Forlì, 1438년경~1494년 11월 8일)는 이탈리아 르네상스 시대의 화가이자 건축가였다. 그의 프레스코화는 원근법의 사용으로 유명하며, 그는 포를리 화파의 가장 중요한 인물로 평가된다.

## 생애
멜로초는 포를리 출신의 부유한 암브로시(Ambrosi) 가문 출신으로 알려져 있다. 그의 초기 생애에 대해서는 알려진 바가 거의 없다. 그는 당시 안수이노 다 포를리가 주도하던 포를리 화파에서 수학했을 것으로 추정되며, 두 사람 모두 안드레아 만테냐의 영향을 받았다. 멜로초가 화가들의 조수로 일하며 안료를 갈았다는 주장도 있으나, 이를 뒷받침할 자료는 없다. 그의 이름이 포를리에서 처음 언급된 것은 1460년이며, 다시 1464년에 한 차례 더 등장한다. 이 무렵, 안토니아초 로마노와 함께 로마의 산티 아포스톨리 대성당 내 베사리오네 경당의 프레스코화를 제작했다. 이후 멜로초는 아마도 1465년에서 1474년 사이에 우르비노로 이주했다. 그곳에서 그는 피에로 델라 프란체스카를 만나 그의 원근법과 화풍에 깊은 영향을 받았다. 또한 브라만테의 건축 이론과 당시 페데리코 다 몬테펠트로 공작을 위해 일하던 플랑드르 화가들의 작품도 접했다. 멜로초는 우르비노 두칼레궁의 유명한 스투디올로를 장식하기 위해 유스투스 판 헨트, 페드로 베루게테와 함께 작업했을 가능성도 있다.

멜로초 다 포를리가 그린 산티 아포스톨리 대성당 프레스코화에서 발췌한 음악 천사들 (바티칸 미술관 소장)

1472~74년경, 멜로초는 로마로 거처를 옮겼는데, 일부 자료는 그가 이보다 5년에서 10년가량 앞서 산마르코 대성당에서 작업하기 위해 이미 로마에 있었을 수 있다고 전한다. 1477년에는 그의 첫 주요 작품이 완성되었는데, 현재 바티칸 미술관 회화관에 천으로 옮겨 보존되어 있는 이 프레스코화는 식스토 4세가 플라티나를 바티칸 도서관 관장으로 임명하는 장면을 묘사한다. 같은 해, 지롤라모 리아리오는 멜로초의 설계를 바탕으로 로마에 궁전을 짓기 시작했으며, 이 건물은 현재 로마 국립박물관으로 알려져 있다. 1478년에는 식스토 4세가 로마의 주요 화가들을 결속시키기 위해 창설한 성 루카 아카데미의 창립 멤버로 참여했다.
1472~74년경, 멜로초는 피에트로 리아리오의 의뢰를 받아 로마 산티 아포스톨리 대성당의 후진의 천장을 장식하는 벽화를 제작했으며, 주제는 ‘그리스도의 승천’이었다. 이 작품에서 그리스도는 대담하고 효과적으로 단축법을 통해 묘사되었다. 이 프레스코는 1711년에 철거되었으며, 그리스도 모습은 현재 퀴리날레 궁전에, 일부 다른 장면들은 성 베드로 대성당의 제의실에 보존되어 있다. 바티칸 미술관의 한 전시실에 있는 천사와 사도들의 그림도 같은 프레스코에서 가져온 것이다. 로마 시기의 또 다른 작품으로는 판테온에 현재도 남아 있는 ‘수태고지’가 있다.
멜로초의 로마에서의 마지막 작품은 산타 마리아 인 트라스테베레 성당의 경당이었으나, 이 건물은 현재 파괴되어 존재하지 않는다. 1484년 식스토 4세가 사망한 후, 멜로초는 로마를 떠나 로레토로 이동했다. 그곳에서 그는 산타 카사 성당 산 마르코 경당의 돔 천장에 프레스코화를 그렸는데, 이는 지롤라모 바소 델라 로베레 추기경의 의뢰에 따른 것이었다. 이 프레스코는 건축적 장식과 인물 묘사가 함께 등장한 최초의 사례 중 하나이며, 만테냐의 카메라 델리 스포시에 큰 영향을 주었다.
1489년 멜로초는 로마로 다시 돌아왔다. 이 시기 그는 산타 크로체 인 제루살레메 성당의 성 헬레나 경당에 있는 예수의 축복 모자이크를 위한 밑그림을 제작했을 가능성이 있다.
그는 포를리의 카푸친 교회 돔 천장에도 그림을 그렸지만, 이 건물은 1651년에 파괴되었다. 멜로초가 우르비노에서 플라톤, 단테, 식스토 4세 등 유명 인물들의 초상화를 일부 제작했으며, 이 작품들은 현재 바르베리니 궁전과 파리의 캉파나 컬렉션에 나뉘어 소장되어 있는 것으로 전해진다. 1493년 그는 안코나 시청(Palazzo Comunale)의 천장화를 작업했으나, 현재는 소실되었다. 그는 결국 고향 포를리로 돌아와 제자 마르코 팔메차노와 함께 산 비아조 교회의 페오 경당을 장식했지만, 이 역시 제2차 세계 대전 중 파괴되었다. 포를리 미술관(Pinacoteca of Forlì)에는 멜로초의 프레스코화 ‘페스타페페(Pestapepe, 후추 가는 사람)’가 남아 있으나, 상당히 손상된 상태다. 원래는 식료품 가게의 간판으로 그려진 것으로, 다소 거칠지만 생동감 있는 사실주의적 묘사가 특징이며, 멜로초의 유일한 세속 주제 작품이다.
멜로초는 1494년 11월 포를리에서 사망했으며, 삼위일체 교회(Chiesa della Santissima Trinità)에 묻혔다.

## 유산
현재까지 남아 있는 멜로초의 작품은 많지 않지만, 미술사 비평가들은 멜로초가 회화 예술의 발전에 기여한 인물이라는 데 의견을 같이한다. 색채 표현 면에서 특별히 두각을 보인 화가는 아니었으나, 섬세하고 정제된 인물 묘사로 고귀하고 품격 있는 인상을 남겼다. 그의 원근법 사용은 다른 화가들에게 큰 영향을 주었으며, 작품 전반에 나타나는 스타일은 동시대 화가 안드레아 만테냐와 유사한 점이 있다. 마르코 팔메차노는 멜로초의 제자였으며, 팔메자노의 일부 작품에 쓰인 서명 ‘Marcus de Melotius’와 유사한 화풍 때문에 일부 작품이 멜로초의 것으로 오인되기도 했고, 멜로초가 ‘마르코 멜로초(Marco Melozzo)’로 불리게 된 계기도 되었다. 멜로초의 작품은 미켈란젤로, 라파엘로, 도나토 브라만테에게도 깊은 영향을 끼쳤다.